# Estland i olympiska vinterspelen 2002
Estland deltog i olympiska vinterspelen 2002. Estlands trupp bestod av sjutton idrottare varav fjorton var män och tre var kvinnor. Den äldsta idrottaren i Estlands trupp var Raul Olle (34 år, 32 dagar) och den yngsta var AseJens Salumäe (20 år, 332 dagar). Detta var de första spelen då Estland vann någon medalj.

## Medaljer

### Guld
Längdskidåkning
- 15 km klassisk stil: Andrus Veerpalu

### Silver
Längdskidåkning
- 50 km klassisk stil: Andrus Veerpalu

### Brons
Längdskidåkning
- 15 km klassisk stil: Jaak Mae

## Trupp
- Skidskytte
  - Dimitri Borovik
  - Roland Lessing
  - Janno Prants
- Längdskidåkning
  - Indrek Tobreluts
  - Andrus Veerpalu
  - Jaak Mae
  - Meelis Aasmäe
  - Katrin Šmigun
  - Kristina Šmigun
  - Priit Narusk
  - Piret Niglas
  - Raul Olle
  - Pavo Raudsepp
- Konståkning
  - Margus Hernits
- Nordisk Kombination
  - Tambet Pikkor
  - Jens Salumäe
- Backhoppning
  - Jaan Jüris
  - Tambet Pikkor
  - Jens Salumäe